# 西寨镇
西寨镇，是中华人民共和国甘肃省定西市岷县下辖的一个乡镇级行政单位。

## 行政区划
西寨镇下辖以下地区：
冷地村、关上村、西寨村、大寨村、高石崖村、大寺村、东沟村、雪地河村、田家堡村、站桥村、坎丰村、上三族村、下三族村和刘家堡村。